# 蔡廷臣
蔡廷臣（1538年—？），字藎卿，號念所，江西九江府德化縣人，民籍，明朝政治人物。

## 生平
嘉靖四十三年（1564年）甲子科江西鄉試第六十六名舉人。嘉靖四十四年（1565年）中式乙丑科會試第二百六十三名，三甲第三十名進士。工部观政，本年六月授嘉兴府推官，隆慶二年（1568年）九月选湖广道御史，四年巡按贵州，土司安国亨逼杀其叔安信，当时朝议兴师征之，廷臣单骑入其营，晓谕祸福，国亨叩首马前，输金赎罪。万历元年（1573年）二月差巡按陕西，五年二月復除浙江道，七月差巡按顺天，十一月升河南副使，信阳兵备，七年二月丁忧。十二年十月復除浙江處州兵备副使，十五年三月升本省参政，十七年升按察使，十八年九月升山西右布政使，二十年正月考察降用。

## 家族
曾祖蔡詢；祖父蔡志剛；父蔡鳳，母程氏，累封恭人。兄蔡廷輔。